# Nesaphrestes ochraceus
Nesaphrestes ochraceus is een halfvleugelig insect uit de familie Aphrophoridae. De wetenschappelijke naam van deze soort is voor het eerst geldig gepubliceerd in 1981 door Hamilton.